# Lijst van premiers van Tsjecho-Slowakije
Dit is de lijst van premiers van Tsjecho-Slowakije:

## Premiers van Tsjecho-Slowakije (1918-1992)
| Premier | Premier                      | Ambtstermijn      | Ambtstermijn      | Opmerking                |
| ------- | ---------------------------- | ----------------- | ----------------- | ------------------------ |
|         | Karel Kramář                 | 14 november 1918  | 8 juli 1919       |                          |
|         | Vlastimil Tusar              | 8 juli 1919       | 15 september 1920 |                          |
|         | Jan Černý                    | 15 september 1920 | 26 september 1921 |                          |
|         | Edvard Beneš (1884-1948)     | 26 september 1921 | 7 oktober 1922    |                          |
|         | Antonín Švehla               | 7 oktober 1922    | 18 maart 1926     |                          |
|         | Jan Černý                    | 18 maart 1926     | 12 oktober 1926   |                          |
|         | Antonín Švehla               | 12 oktober 1926   | 1 februari 1929   |                          |
|         | František Udržal             | 1 februari 1929   | 24 oktober 1932   |                          |
|         | Jan Malypetr                 | 29 oktober 1932   | 5 november 1935   |                          |
|         | Milan Hodža (1878-1944)      | 5 november 1935   | 22 september 1938 |                          |
|         | Jan Syrový                   | 22 september 1938 | 1 december 1938   |                          |
|         | Rudolf Beran                 | 1 december 1938   | 15 maart 1939     |                          |
|         | Jan Šrámek (1870-1956)       | 21 juli 1940      | 5 april 1945      | regering in ballingschap |
|         | Zdenek Fierlinger            | 5 april 1945      | 2 juli 1946       |                          |
|         | Klement Gottwald (1896-1953) | 2 juli 1946       | 15 juni 1948      |                          |
|         | Antonín Zápotocký            | 15 juni 1948      | 14 maart 1953     |                          |
|         | Viliam Široký                | 21 maart 1953     | 19 september 1963 |                          |
|         | Jozef Lenárt                 | 20 september 1963 | 8 april 1968      |                          |
|         | Oldřich Černík               | 8 april 1968      | 28 januari 1970   |                          |
|         | Lubomír Štrougal             | 28 januari 1970   | 12 oktober 1988   |                          |
|         | Ladislav Adamec              | 12 oktober 1988   | 7 december 1989   |                          |
|         | Marián Čalfa (1946)          | 7 december 1989   | 2 juli 1992       |                          |
|         | Jan Stráský                  | 2 juli 1992       | 31 december 1992  |                          |